# Арман де Гонто-Бірон
Арман де Гонто-Бірон (Armand de Gontaut-Biron, 1524 —26 липня 1592) — французький військовий діяч, полководець Католицької ліги часів Релігійних війн, маршал Франції.

## Життєпис
Походив зі шляхетської родини Періге, надежав до старшої гілки Гонто. Син Дана I Гонто, сеньйора Бірона. Спочатку потрапляє до почту Маргарити Наваррської, сестри короля Франциска I. Згодом у 1556–1557 роках бере участь у військових діях у П'ємонті під орудою маршала Шарля де Коссе.  у 1557 році отримує титул барона.
Після укладання Като-Камбрезького миру у 1559 році повертається до Франції. тут служить у королівській армії проти гугенотів. Відзначається у битвах при Дре у 1562 році, Сен-Дені у 1567 році, Жарнаці та Монкотурі у 1569 році. Тоді призначається командувачем артилерії королівської армії. Сприяв укладанню Сен-Жерменського миру у 1570 році.
У 1572 році не брав участь у знищенні гугенотів під час Варфоломійської ночі. У 1572–1573 роках очолював облогу Ла-Рошелі, час від часу передаючи командування герцогу Генріху Анжуйському, майбутньому королю.
У 1577 році від короля Генріха III отримує звання маршала та наказ заспокоїти Гієнь. У 1581 році стає кавалером ордену Святого Духа. У 1583 році він воює вже у Фландрії, де завдає поразки при Стеенбергені повсталим проти Франсуа де Валуа, герцога Ажуйського й Алансонського, брата Генріха III. Після цього призначається губернатором Сентожа. У 1585 році став хрещеним батьком Рішельє, майбутнього кардинала.
Після вбивства у 1589 році короля Генріха III одним з перших визнав новим королем Генріха Бурбона. Хоробро бився при Аркі у 1589 році, Іврі у 1590 році, брав участь в облозі Парижу у 1591 року. Загинув 26 липня 1592 року при облозі Еперне.

## Родина
Дружина — Жанна де Орнезан
Діти:
- Карл (1562–1602), 1-й герцог Бірон, маршал
- Олександр
- Жан (д/н—1636), маркіз де Бірон
- Арман
- Філіберта
- Шарлота (1561-1635), жружина Жака Номпара де Комона, герцога Ла Форс, маршала Франції
- Ганна
- Клод
- Луїза